# Haliplus regimbarti
Haliplus regimbarti is een keversoort uit de familie watertreders (Haliplidae). De wetenschappelijke naam van de soort is voor het eerst geldig gepubliceerd in 1908 door Zaitzev.